# Urgleptes foveatocollis
Urgleptes foveatocollis es una especie de escarabajo longicornio del género Urgleptes, tribu Acanthocinini, subfamilia Lamiinae. Fue descrita científicamente por Hamilton en 1896.
La especie se mantiene activa durante los meses de mayo, junio, julio, agosto, septiembre, octubre y noviembre.

## Descripción
Mide 2,5-5,5 milímetros de longitud.

## Distribución
Se distribuye por Estados Unidos.